# 광명사 (노원구)
광명사(光明寺)는 대한민국 서울특별시 노원구 공릉1동에 있는 사찰이며, 공릉역 동남쪽 부근에 위치해 있다.